# Terra de Santa Cruz

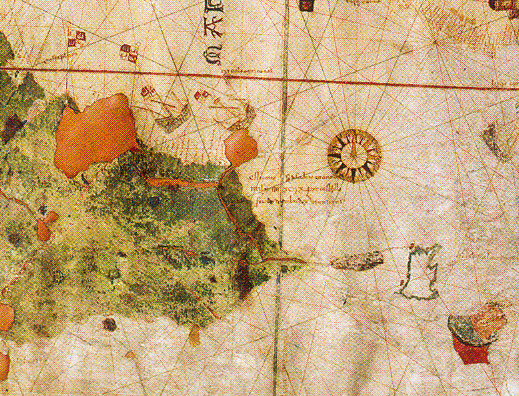
A costa nordeste da América do Sul, percorrida por Vicente Yáñez Pinzón, representada no Mapa de Juan de la Cosa, carta datada de 1500. A leste do Cabo de Santo Agostinho aparece, desconectada do continente, a Ilha de Vera Cruz (Ysla descubierta por portugal).

Terra de Santa Cruz, Ilha de Vera Cruz, ou ainda Terra de Vera Cruz foi o nome dado a porção de terra americana descoberta pelos portugueses em 1500, que atualmente corresponde à costa nordeste do Brasil.

## História
Foi assim denominado, pela primeira vez pela Carta de Pero Vaz de Caminha, com o objetivo de refletir o sentido da propagação da fé. Segundo a carta:
Neste mesmo dia, a horas de véspera, houvemos vista de terra! A saber, primeiramente de um grande monte, muito alto e redondo; e de outras serras mais baixas ao sul dele; e de terra chã, com grandes arvoredos; ao qual monte alto o capitão pôs o nome de O Monte Pascoal (monte da Páscoa) e à terra A Terra de Vera Cruz!
As limitações da cartografia da época indicavam que, o território correspondente hoje ao Brasil, era uma grande ilha no caminho para as ilhas Molucas, na Oceânia, e para as Índias Orientais, o grande objetivo das Navegações Portuguesas. A posse da até então Ilha de Vera Cruz era uma forma de assegurar e auxiliar as futuras navegações, devido à grande concorrência espanhola.

Em 1504, quando Fernando de Noronha recebeu a então chamada Ilha de São João, ainda se usava o nome de Terra de Santa Cruz, como se vê da correspondente Carta de Doação:
A quantos esta nossa carta virem fazemos saber que havendo-nos respeito aos serviços que Fernando de Noronha, cavaleiro de nossa casa nos tem feito e esperamos ao diante dele receber, e querendo-lhe por isso fazer graça e mercê, temos por bem e nos apraz que vindo-se a povoar em algum tempo a nossa ilha de São João, que ele ora novamente achou e descobriu cinquenta léguas ao mar da nossa Terra de Santa Cruz, lhe darmos e fazermos mercê da Capitania dela em vida sua e de um seu filho...

### "Troca" por Brasil
A troca do nome de Terra de Santa Cruz para Brasil não foi uma mudança formal, mas sim o resultado de um processo de transformações socioeconômicas decorrentes da colonização realizada pela monarquia portuguesa sobre o território brasileiro em que o pretexto da disseminação da religião católica é rapidamente suplantado pela exploração econômica. Isso fica evidenciado por meio da manifestação de cronistas dos séculos XVI, como Damião de Góis e João de Barros.
Com a criação formal do Estado do Brasil em 1549, o nome se consolida definitivamente como denominação para se referir à área colonizada por Portugal no continente americano, ainda que persistissem registros de uso dessa expressão em escritos posteriores, como o livro "História da Província de Santa Cruz" de Pero de Magalhães Gandavo publicado em 1575.

## Resgate do termo
Em tempos atuais, grupos tradicionalistas católicos como o Centro Dom Bosco têm resgatado o uso do topônimo, de modo a enfatizar a vocação católica do Brasil, que se faz presente desde os primeiros instantes da colonização.